# Acanthoctenus maculatus
Acanthoctenus maculatus är en spindelart som beskrevs av Alexander Petrunkevitch 1925. Acanthoctenus maculatus ingår i släktet Acanthoctenus och familjen Ctenidae.
Artens utbredningsområde är Panama. Inga underarter finns listade i Catalogue of Life.